# 다색 석판

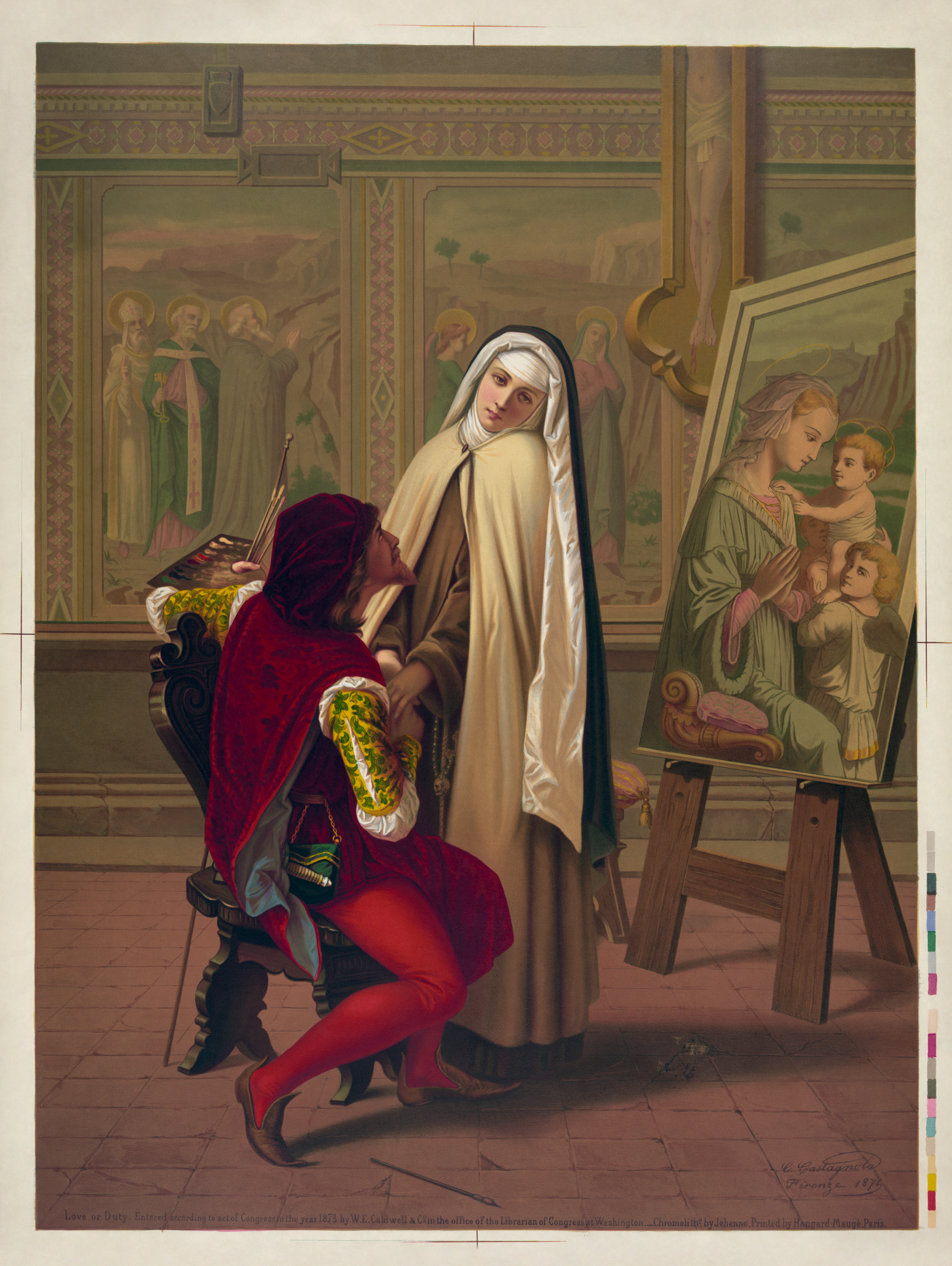
"사랑이냐 의무냐", 가브리엘레 카스타뇰라(Gabriele Castagnola)의 크로몰리토그래프, 1873년. 사용된 19가지 색상의 잉크는 오른쪽에서 볼 수 있다.

다색 석판 또는 크로몰리소그래피(Chromolithography)는 다양한 색상의 인쇄물을 만드는 방법이다. 이러한 유형의 컬러 인쇄는 리소그래피 공정에서 유래되었으며 컬러로 인쇄되는 모든 유형의 리소그래피를 포함한다. 사진을 재현하기 위해 다색 석판을 사용할 때 포토크롬이라는 용어가 자주 사용된다. 리소그래피는 돌출된 부조나 오목한 음각 기술 대신 볼록판인쇄판을 사용하여 평평한 표면에 인쇄하는 방법이다.
다색 석판은 19세기에 개발된 여러 가지 컬러 인쇄 방법 중 가장 성공적인 방법이 되었다. 다른 방식은 제이콥 크리스토프 르 블론, 조지 백스터, 에드먼드 에반스와 같은 인쇄업자에 의해 개발되었으며 대부분 다양한 색상의 여러 목판을 사용하는 데 의존했다. 손으로 색칠하는 것도 여전히 중요했다. 예를 들어, 공식 영국 병기 조사 지도의 요소는 1875년까지 소년들이 손으로 채색했다. 초기 다색 석판 기술은 각 색상마다 하나씩 여러 개의 석판 인쇄용 돌을 사용하는 것과 관련이 있었으며 최고 품질의 결과를 얻으려면 여전히 비용이 매우 많이 들었다. 존재하는 색상의 수에 따라 다색 석판은 매우 숙련된 작업자라도 생산하는 데 몇 달이 걸릴 수 있다.
그러나 사용되는 색상 수를 단순화하고 이미지의 세부 묘사를 줄임으로써 훨씬 더 저렴한 인쇄물을 제작할 수 있다. 광고와 같은 저렴한 이미지는 초기 검정색 인쇄(항상 석판화는 아님)에 크게 의존한 후 색상을 겹쳐 인쇄했다. 한때 "크로모(chromo)"라고 불렸던 고가의 복제 인쇄물을 만들기 위해 석판화가는 완성된 그림을 앞에 두고 점차적으로 그림과 최대한 비슷하게 보이도록 교정쇄를 사용하여 수많은 돌을 만들고 수정했으며 때로는 수십 개 레이어를 사용하기도 했다.
올레오그래프(Oleograph)는 때로 다색 석판의 동의어로 사용되지만 더 적절하게는 바니시로 브러싱하거나 엠보싱 또는 스탬핑을 통해 유화의 다양한 표면을 모방하도록 처리된 다색 석판을 의미한다. 인쇄물은 일반적으로 모방을 더욱 심화하기 위해 캔버스에 접착된다.

## 같이 보기
- 평판 인쇄
- 컬러 인쇄
- 석판 인쇄